# Antônio Guedes de Brito
Antônio Guedes de Brito (Salvador, c. 1627 — Morro do Chapéu, 1692 ou 1694) foi um pecuarista, conhecido como o segundo maior latifundiário do Brasil colônia.

## Antepassados
Diz o Dicionário das Famílias Brasileiras, de Carlos Eduardo de Almeida Barata e Antônio Henrique da Cunha Bueno em seu volume II, página 1153 sobre a família GUEDES DE BRITO que é "antiga família de origem portuguesa, estabelecida na Bahia, que teve princípio em Antonio Guedes, nascido em 1560, Tarouca, Portugal e falecido em 7 de setembro de 1621 em Salvador, Bahia; filho de Rui Guedes e de Ana de Lisboa. Tabelião na Bahia, era proprietário de uma sesmaria que compreendia terras entre as cabeceiras do rio Jacuípe e Itapicuru. Deixou descendência de segundo casamento por volta de 1596 com Filipa de Brito, falecida em Salvador a 9 de dezembro de 1659. Era filha de Sebastião de Brito Correia e de Maria de Figueiredo Mascarenhas" (Afonso Costa, Genealogia Baiana, Catálogo de Jaboatão, n. 432)".

## Comentários
Filho de Antônio de Brito Correia e de Maria Guedes, cujo avô materno era tabelião (e Guedes de Brito legou o tabelionato a um enteado). Foi batizado em Salvador, a 13 de fevereiro de 1627.
Na Jacobina, tinha imensas propriedades. Era um dos principais sertanistas da segunda metade do século XVII e lutou contra índios e escravos fugidos que se estabeleciam em quilombos.
Os cronistas consideram notáveis seus serviços de defesa à Bahia e ao Brasil nas lutas contra os holandeses. Comandou forças cuja manutenção despendia de sua fortuna pessoal. Em fevereiro de 1667 foi empossado como capitão de Infantaria, em dezembro de 1667 elevado a sargento-mor e em janeiro de 1671 promovido a mestre de campo.
Proprietário do ofício de tabelião, como o pai e o avô. Povoou terras entre o Rio Jacuípe e Itapicuru. Estabeleceu numerosos currais de gado nas regiões que dominava, sobretudo na Jacobina. Era chamado "mestre de campo e regente do São Francisco".
Descrito como "grande sertanejo e guerreador do índio hostil", em 1650 o encontramos à frente de bandeira na região da Jacobina, devassando os sertões do Morro do Chapéu. Acabaria dono de um dos maiores latifúndios do Brasil colonial, 150 léguas do Morro do Chapéu até as águas do Rio das Velhas, tendo instituído o morgado da Casa da Ponte.
Munido de provisão do governador Afonso Furtado de Mendonça (que possivelmente desconhecia os antecedentes) se aposseou de 200 índios e os levou para novos territórios que, a título de minas que se haviam descoberto, estava a 70 léguas da Bahia - sem confessor, sem sacramentos, sem doutrina. E, por estranha combinação, este outro grande proprietário, Antônio Guedes de Brito, foi ao mesmo aldeamento com uma nova provisão do mesmo Governador e tirou outra quantidade que conduziu para seus currais próprios. Sobraram aos jesuitas 80 índios.
O mestre de campo Guedes de Brito tinha 111 léguas por heranças, compras e sesmarias. Além da metade da mata de São João e a sesmaria que ia do rio Itapecuru ao São Francisco e deste ao rio Pernassu. Os limites dessa enorme sesmaria eram desconhecidos. Viegas tinha mais ou menos 150 léguas de terra, 120 só na sesmaria de Jacoipê até ao Pernassu.
Participou do Governo na Junta interina que governou o Brasil de 26 de novembro de 1675 a 15 de março de 1678, sendo elevado a fidalgo cavaleiro em 18 de março de 1679 por alvará em que era citado como "natural da Bahia onde o batizaram em 13 de fevereiro de 1627". Tudo isso assente no Livro 3 de matrícula fls 202. Pelos serviços prestados no Brasil desde o posto de soldado até o de mestre de campo: era capitão desde 27 de fevereiro de 1665; sargento-mor em 10 de outubro de 1667; mestre de campo em 31 de janeiro de 1671.
Diz o historiador mineiro Augusto de Lima Júnior em seu artigo "O descobrimento das Minas Gerais",  apresentado ao Congresso Luso-Brasileiro de História em 1940, p. 386-387, que "Eram os sertões do grande rio" (refere-se ao São Francisco) "habitados por tribos de índios que mantinham contacto com os brancos e se misturavam às hordas de aventureiuros estabelecidos com currais de gado, de onde partiam em frequentes excursões de rapinagem, assaltando povoados e fazendas, cometendo toda a sorte de crimes. (…) Bandos de negros fugidos dos engenhos do Recônocavo para lá se encaminhavam, rivalizando todos esses elementos em terríveis depredações, que incomodavam até os povoados próximos da capital. Empenhavam-se as câmaras das vilas baianas em que as autoridades régias pusessem cobro a esse alarmante estado de coisas que se agravava continuamente, culminando com o massacer dos moradores da vila de Cairu, por ocasião de uma missa no domingo. Serviu-se então o Vice-rei dos préstimos e recursos do coronel Antonio Guedes de Brito.
Em 1681 Guedes de Brito, juiz do senado da câmara da Bahia e grande proprietário de currais na região de Santana do Morro do Chapéu, acudiu ao vice-rei, e armou forte expedição com a qual desbaratou bandoleiros e índios, " limpando o caminho" até o rio das Velhas. Como prêmio dos feitos, obteve a concessão de vasto território onde fundou as Fazendas onde mais tarde assentaria a base de sua opulência o bandoleiro Manuel Nunes Viana, agregado de Guedes de Brito no início da vida. Estendeu sua ação até o atual distrito do Papagaio, hoje no município de Curvelo, onde deixou como administrador de suas propriedades outro seu agregado, o capitão de auxiliares Martinho Afonso de Melo.

### Casamento e posteridade
Faleceu subitamente, entre 1692 e 1695 - no sertão do Morro do Chapéu ou em viagem ao Rio das Velhas. Alguns historiadores o dizem casado com uma Maria Madalena de Siqueira, paulista, irmã do sertanista Manuel Afonso Gaia; outros o dizem casado com Guiomar Ximenes de Aragão, de quem não teve filhos.
Todos são unânimes em dizer que teve de uma Serafina de Souza ou de Souza Dormundo, filha de Manuel de Souza Dormundo e de Maria Correia, uma filha, Isabel Guedes de Brito, ou Isabel Maria Guedes de Brito, que, legitimada, passou a sua herdeira universal. Mais tarde, enviuvando de Antonio da Silva Pimentel, D. Isabel entregaria o trato de seus interesses e procuração ao notório Manuel Nunes Viana, aumentando enormemente seu poder, que se refletiu na Guerra dos Emboabas contra os paulistas na região do Rio das Mortes.
Os restos mortais de Isabel Guedes de Brito foram sepultados com os de seu pai em 1733, pois existe com tal data uma sepultura na antiga Igreja dos Jesuítas de Salvador.
A herdeira do Coronel Antônio da Silva Pimentel e de sua mulher Dona Isabel Guedes de Brito foi apenas uma filha, nascida provavelmente em 1700 e morta em 1762, Joana da Silva Caldeira Pimentel Guedes de Brito, buscada para casar por dois fidalgos portugueses: D. João Mascarenhas, filho do conde de Coculim (primo do governador das Minas do Ouro, na ocasião, Dom Pedro de Almeida Portugal, conde de Assumar) e D. Manuel de Saldanha da Gama, irmão do conde da Ponte e filho de um vice-rei na Índia, D. João de Saldanha da Gama.